# Cley Hill
Cley Hill är en kulle i Storbritannien.   Den ligger i grevskapet Wiltshire och riksdelen England, i den södra delen av landet, 150 km väster om huvudstaden London. Toppen på Cley Hill är 223 meter över havet.
Terrängen runt Cley Hill är huvudsakligen platt, men åt nordost är den kuperad.Runt Cley Hill är det ganska tätbefolkat, med 239 invånare per kvadratkilometer. Närmaste större samhälle är Warminster, 3,8 km öster om Cley Hill. Trakten runt Cley Hill består till största delen av jordbruksmark.